# 蚌埠龙湖体育馆
蚌埠龙湖体育馆是位于安徽省蚌埠市龙子湖区大学城的一座综合性体育馆，按手球馆标准建设，总占地面积约4万平方米，建筑面积1.3万平方米，可容纳观众4656人，于2009年9月投入使用。龙湖体育馆主要承接体育比赛、文艺演出等活动。

## 建筑特点
蚌埠龙湖体育馆由北京奥运会水立方设计中标公司之一的澳大利亚PTW建筑设计公司与中国凯胜国际工程有限公司联合设计，建筑借鉴了鸟巢的钢结构外形与水立方的方型结构，建筑外形采用以射击、举重等运动形态为原型的镂空结构设计。同时，场馆的建设技术人员来自北京建工集团，多为参与过北京奥运村建设工作的人员。

## 承办赛事
- 2015第二十九届全国大学生手球锦标赛
- 2016中国乒乓球俱乐部甲A比赛

## 相关链接
- 龙子湖区全民健身体育中心
- 龙子湖体育公园

## 资料来源
1. ↑  王朝网络. .   [2018-07-24]. （原始内容存档于2020-12-02）.